# Hrabstwo Wayne (Tennessee)
Hrabstwo Wayne (ang. Wayne County) – hrabstwo w stanie Tennessee w Stanach Zjednoczonych. Obszar całkowity hrabstwa obejmuje powierzchnię 735,59 mil² (1905,17 km²). Według szacunków United States Census Bureau w roku 2009 miało 16 506 mieszkańców.
Hrabstwo powstało w 1817 roku. 

## Miasta
- Clifton
- Collinwood
- Waynesboro[4]

| Populacja hrabstwa w poprzednich latach | Populacja hrabstwa w poprzednich latach |
| Rok                                     | Liczba ludności                         |
| --------------------------------------- | --------------------------------------- |
| 1980                                    | 13 924                                  |
| 1990                                    | 13 935                                  |
| 2000                                    | 16 842                                  |
| 2005                                    | 16 909                                  |